# Jule Weber

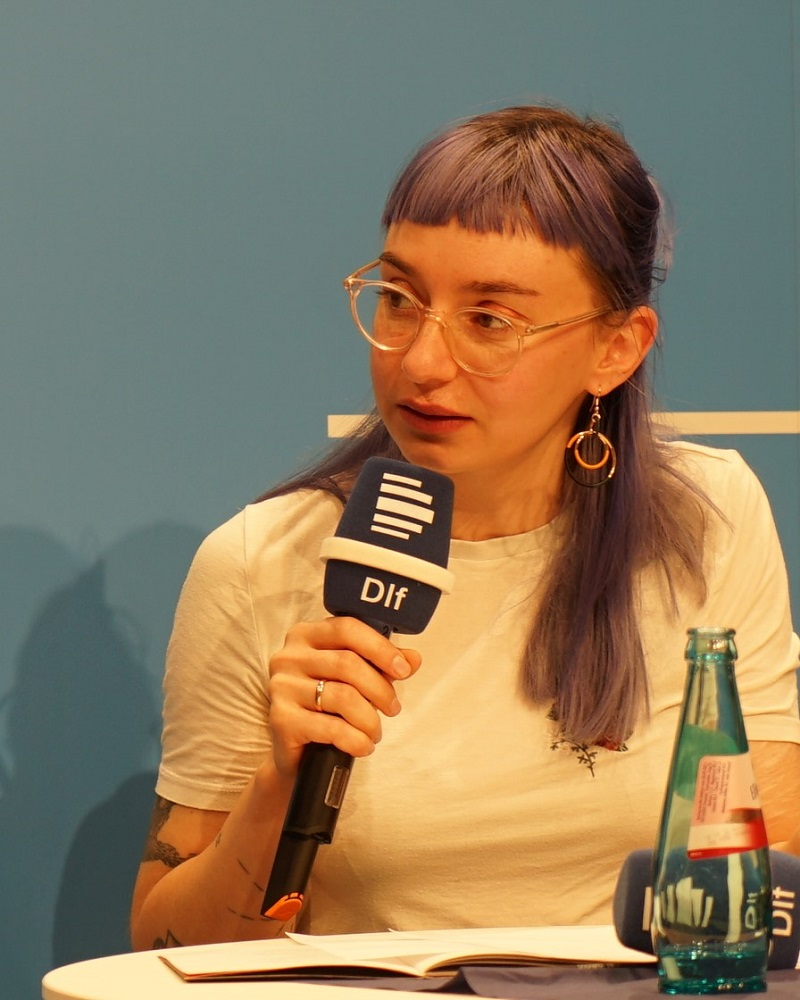
Jule Weber (2021)

Jule Weber (* 1993 in Bensheim) ist eine deutsche Lyrikerin.

## Leben
Im Jahr 2009 besuchte Jule Weber einen Poetry-Slam-Workshop von Alex Dreppec und Lars Ruppel und gewann den Abschlussslam des Workshops. Seither tritt sie im gesamten deutschsprachigen Raum auf und gehört hier zu den aktivsten und erfolgreichsten Poetinnen. 2013 war sie beim Finale des größten regelmäßigen deutschsprachigen Slams in Hamburg vor 2.000 Zuschauern in der Laeiszhalle die jüngste Teilnehmerin im Wettbewerb. Darüber hinaus gibt sie inzwischen selbst Slam-Workshops und moderiert sowie veranstaltet Literaturveranstaltungen im hessischen Raum, wie etwa den „Krone-Slam“ in Darmstadt. Sie tritt mit ihrer Lyrik und Prosa auch auf Jazz Slams auf.
2012 gewann sie bei den hessischen Slam-Landesmeisterschaften in Gießen beim „Hessenslam“ den U20-Titel. Es folgte im selben Jahr bei den in Heidelberg ausgerichteten, neunten deutschsprachigen Poetry Slam-Meisterschaften ebenfalls der U20-Titel gegen internationale Konkurrenz. Bei diesen Meisterschaften wurde der U20-Wettbewerb letztmals in den Wettbewerb der "Großen" integriert, seit 2013 bilden die U20-Meisterschaften ein eigenes, mehrtägiges Literaturfestival. Beim Literaturpreis der Nürnberger Kulturläden erhielt Weber 2014 den 2. Preis, in der Jurybegründung wurde ihr „ausdrucksstarke[r], talentiert vorgetragene[r] Lyrikzyklus“ gelobt. Im Mai 2017 gewann sie in Mainz die rheinland-pfälzische Landesmeisterschaft im Poetry Slam.
Bei der 2015 veröffentlichten zwölfstündigen Hörbuchfassung von Henry Frottey – Sein erster Fall: Teil 2 – Das Ende der Trilogie des gleichnamigen Romans von Jan Philipp Zymny übernahm sie einige Sprechrollen, darüber hinaus lieh sie 2016 beim Live-Hörspiel Songs for the Dead von Jason Bartsch einer der Hauptfiguren ihre Stimme.
Im Fernsehen war sie 2013 in einer Folge slam attack! auf EinsPlus zu sehen, 2017 folgt ein Auftritt in der MDR-Sendung [sla(m]dr).
2019 wird ihr der "Tully Award" überreicht, ein Sonderpreis der irischen Whiskey-Destillerie Tullamore D.E.W. Die Gewinnerin wird von den Teilnehmern der Poetry Slam-Meisterschaften gewählt, die im Vorfeld ihre Favoritin im Rahmen der Anmeldung wählen. 2023 gewann sie in der Elbphilharmonie den mit 3.000 Euro dotierten Kampf der Künste Award (Jurypreis).
Jule Weber arbeitet und lebt in Bochum. Sie ist Mutter einer Tochter, mit der sie mit sechzehn Jahren schwanger war.

## Auszeichnungen
- 2012: Hessische U20-Meisterin im Poetry Slam
- 2012: Deutschsprachige U20-Meisterin im Poetry Slam
- 2014: 2. Platz beim Literaturpreis der Nürnberger Kulturläden
- 2017: Rheinland-Pfälzische Landesmeisterin im Poetry Slam
- 2018: Championesse Boxslammeisterschaft München
- 2019: Slam-Poetin des Jahres 2019 ("Tully Award")
- 2023: Kampf der Künste-Award (Jurypreis)

## Veröffentlichungen in (Auswahl)
- Slambasis e.V. (Hrsg.): Krone-Slam – Best of (CD). Lektora-Verlag, Paderborn 2014, ISBN 978-3-95461-029-7.
- Tilman Döring, Marvin Ruppert (Hrsg.): Hessenslam. Lektora-Verlag, Paderborn 2014, ISBN 978-3-95461-028-0.
- Jason Bartsch (Hrsg.): Tintenfrische II. Lektora-Verlag, Paderborn 2016, ISBN 978-3-95461-044-0.
- Nik Salsflausen (Hrsg.): Afterwork mit Sisyphos. 1. Auflage. Satyr-Verlag, Berlin 2017, ISBN 978-3-944035-87-1.
- Nora Gomringer, Clara Nielsen (Hrsg.): Lautstärke ist weiblich, Satyr Verlag, Berlin 2017, ISBN 978-3-944035-91-8.